# عبدالکبیر رنجبر
عبدالکبیر رنجبر (زاده: ۱۳۲۲ کابل) سیاستمدار افغانستانی و نماینده مردم کابل در دوره پانزدهم مجلس نمایندگان افغانستان است.

## زندگی‌نامه
عبدالکبیر رنجبر متولد ۱۳۲۲ از شهر کابل افغانستان است. وی دارای مدرک تحصیلی دکترا در رشته علوم است.

## دیگر فعالیت‌ها
- رئیس اتحادیه حقوقدانان افغانستان.[۱]
- رئیس انتخابی آکادمی علوم افغانستان.[۱]
- سخنگوی جامعه مدنی و حقوق بشری افغانستان.[۱]